# Георг Гавантка
Георг Гавантка (на немски: Georg Gawantka) е германски офицер, който служи по време на Първата и Втората световна война.

## Живот и кариера
Георг Гавантка е роден на 18 август 1891 г. в Берлин, Германска империя.
Присъединява се към армията и през 1910 г. става офицерски кадет от кавалерията. С този род войски участва в Първата световна война и достига звание ритмайстер през 1918 г. След края на войната се присъединява към Райхсвера, където командва различни кавалерийски подразделения.
На 1 февруари 1938 г. поема командването на 3-та стрелкова бригада, на 10 ноември същата година на 2-ра стрелкова бригада, а на 1 май 1939 г. е назначен за командир на 10-а танкова дивизия.
Умира на 14 юли 1939 г. в Прага, Бохемия и Моравия.

## Дати на произвеждане в звание
- Оберст – 1 април 1935 г.
- Генерал-майор – 1 август 1938 г.